# Altoona (Alabama)
Altoona ist eine Town, die teilweise im Blount County und teilweise im Etowah County des US-Bundesstaates Alabama liegt. Sie gehört zur ‚Gadsden Metropolitan Statistical Area‘. Im Jahr 2020 hatte der Ort 948 Einwohner.

## Geographie
Nach den Angaben des U.S. Census Bureaus hat die Stadt eine Fläche von 9,9 km², wovom 9,8 km² auf Land und 0,1 km² (= 0,26 %) auf Gewässer entfallen.

## Verkehr
Altoona wird von der Alabama State Route 132 durchquert. Es liegt etwa 2 Kilometer südlich des U.S. Highway 278, der hier streckenweise auf gleicher Trasse mit der Alabama State Route 74 verläuft. Etwa 15 Kilometer östlich der Gemeinde besteht zudem Anschluss an den Interstate 59 sowie den Interstate 759, parallel zu Ersterem verläuft auch der U.S. Highway 11.

## Demografie
Zum Zeitpunkt des United States Census 2000 bewohnten Altoona 984 Personen. Die Bevölkerungsdichte betrug 100,0 Personen pro km². Es gab 437 Wohneinheiten, durchschnittlich 44,4 pro km². Die Bevölkerung bestand zu 95,43 % aus Weißen, 2,54 % Schwarzen oder African American, 0,1 % Native American, 0,91 % gaben an, anderen Rassen anzugehören und 1,02 % nannten zwei oder mehr Rassen. 2,54 % der Bevölkerung erklärten, Hispanos oder Latinos jeglicher Rasse zu sein.
Die Bewohner der Stadt verteilten sich auf 397 Haushalte, von denen in 33,8 % Kinder unter 18 Jahren lebten. 47,9 % der Haushalte stellen Verheiratete, 15,6 % hatten einen weiblichen Haushaltsvorstand ohne Ehemann und 31,5 % bildeten keine Familien. 29,2 % der Haushalte bestanden aus Einzelpersonen und in 13,1 % aller Haushalte lebte jemand im Alter von 65 Jahren oder mehr alleine. Die durchschnittliche Haushaltsgröße betrug 2,36 und die durchschnittliche Familiengröße war 2,89 Personen.
Die Stadtbevölkerung verteilte sich auf 25,5 % Minderjährige, 8,2 % 18–24-Jährige, 26,3 % 25–44-Jährige, 22,6 % 45–64-Jährige und 17,4 % im Alter von 65 Jahren oder mehr. Das Durchschnittsalter betrug 38 Jahre. Auf jeweils 100 Frauen entfielen 78,6 Männer. Bei den über 18-Jährigen entfielen auf 100 Frauen 79,2 Männer.
Das mittlere Haushaltseinkommen betrug 20.469 US-Dollar und das mittlere Familieneinkommen erreichte die Höhe von 28.750 US-Dollar. Das Durchschnittseinkommen der Männer betrug 30.250 US-Dollar, gegenüber 22.344 US-Dollar bei den Frauen. Das Pro-Kopf-Einkommen in Altoona war 11.168 US-Dollar. 27,2 % der Bevölkerung und 21,8 % aller Familien hatten ein Einkommen unterhalb der Armutsgrenze, davon waren 39,3 % der Minderjährigen und 16,3 % der Altersgruppe 65 Jahre und mehr betroffen.